# RZA
Robert Fitzgerald Diggs (Brownsville, 5 de juliol de 1969), conegut com a RZA, és un raper, músic, productor i actor estatunidenc, líder del grup Wu-Tang Clan. Ha produït gairebé tots els àlbums de Wu-Tang Clan, així com molts projectes en solitari i afiliats de Wu-Tang. És primer de dos membres originals del clan Wu-Tang, l'altra és Ol' Dirty Bastard. També ha llançat àlbums en solitari sota l'altre ego de Bobby Digital. Abans de formar Wu-Tang Clan, RZA va ser membre fundador del grup d'horrorcore anomenat Gravediggaz, on s'anomenava The RZArector.
RZA ha fet cinema des de finals de la dècada del 1990. Ha participat en diverses pel·lícules, entre les quals destaca Kill Bill: Volume 1 (2003) i Kill Bill: Volume 2 (2004). Ha escrit i dirigit cinema i la televisió, el seu debut com a director va ser amb The Man with the Iron Fists, el 2012. També ha actuat en diverses pel·lícules i sèries de televisió, com les pel·lícules American Gangster i Brick Mansions i les sèries de televisió Gang Related i Californication.
És especialment conegut per la seva producció musical, amb un estil que inclou l'ús del soul i ritmes que han resultat molt influents. La revista The Source el va situar a la seva llista dels 20 millors productors de la història en els vint anys de la revista. Vibe el va incloure entre els 8 millors productors de hip-hop de tots els temps. NME el va incloure a la seva llista dels 50 productors més grans de la història en 2015.